# هيرمان كان
هيرمان كان (بالإنجليزية: Herman Kahn)‏ (15 فبراير 1922 — 7 يوليو 1983) وكان من أبرز المستقبليين في الثلث الأخير من القرن العشرين. في أوائل 1970 توقع نمو اليابان لتصبح قوة عالمية عظمى. أسس مركز معهد هدسون للأبحاث، في الأصل برز كاستراتيجي عسكري عندما كان يعمل في مؤسسة راند (RAND Corporation) في الولايات المتحدة الأمريكية. كان معروف بتحاليله للآثار المحتملة في حالة نشوب حرب نووية وقدم توصيات لتحسين سبل البقاء.
200 سنة القادمة ، كتبه مع وليام براون وليون مارتل، عرض سيناريو متفائل للأوضاع الاقتصادية في عام 2176. كما كتب العديد من الأعمال على نظرية النظم، بما فيه خير ما وُرد في نظام التقنيات النظرية، وكذلك عدد من الكتب لاستقراء المستقبل الاقتصادي للولايات المتحدة واليابان وأستراليا.

## روابط خارجية
- هيرمان كان على موقع الموسوعة البريطانية (الإنجليزية)
- هيرمان كان على موقع مونزينجر (الألمانية)
- هيرمان كان على موقع إن إن دي بي (الإنجليزية)